# Kurija Šćrbinec
Kurija Šćrbinec je rimokatolička građevina u mjestu Šćrbinec, gradu Zlataru,  zaštićeno kulturno dobro.

## Opis dobra
Kurija je jednokatnica pravokutnog tlocrta. Neki gotički elementi (kameno zavojito stubište i dovratnik) i strijelnice daju joj obilježje jednog od najstarijih dvoraca Hrvatskog zagorja. Spominje se u vrijeme kralja Matije Korvina (II. pol. 15. st.), a od 17. st. nalazi se u posjedu današnjih vlasnika obitelji Kiš-Šaulovečki. Dvor je bio često pregrađivan, a vrlo je uočljiva adaptacija u duhu neogotike

## Zaštita
Pod oznakom Z-5007 zavedena je kao nepokretno kulturno dobro – pojedinačno, pravnog statusa zaštićena kulturnog dobra, klasificirano kao "sakralna graditeljska baština".